# Sharlto Copley
Sharlto Copley (Johannesburg, 27 november 1973) is een Zuid-Afrikaanse acteur.

## Biografie
Copley bezocht de privéscholen St. Andrew's Preparatory School in Grahamstad en Redhill School in Johannesburg. Tijdens zijn schooljaren raakte hij geïnteresseerd in film en theater. Bovendien leerde hij er zijn latere zakenpartner Simon Hansen kennen.
Zijn vader is Dr. Bruce Copley, een voormalig professor aan de universiteit. Copley heeft een jongere broer en zus. Zijn broer Donovan is muzikant, terwijl zijn zus Marisa modeontwerpster is.
Copley is sinds 2016 getrouwd met fotomodel en actrice Tanit Phoenix. Samen hebben ze een dochter. Copley woont in Kaapstad.

## Films
In 2005 speelde Copley mee in de kortfilm Alive in Joburg van regisseur Neill Blomkamp. De regisseur is eveneens afkomstig uit Johannesburg. Ze bezochten beiden dezelfde privéschool, alleen niet in dezelfde periode.
Enkele jaren later maakte Blomkamp District 9, met Copley in de hoofdrol. Deze sciencefictionfilm speelt zich af in Johannesburg.
In september 2009 werd bekend dat Copley het personage "Howling Mad" Murdock gaat vertolken in The A-Team, de verfilming van de gelijknamige televisieserie.